# Coupe de France 1918/19
Het seizoen 1918/19 was het tweede seizoen van de Coupe de France in het voetbal. Deze editie werd georganiseerd door het Comité Français Interfédéral (CFI), de overkoepelende sportfederatie in Frankrijk in die periode.
Het toernooi ging enkele weken voor het einde van de Eerste Wereldoorlog in 1918 van start. Aan de tweede editie namen 59 clubs deel (11 meer dan aan de eerste editie) die bij vier sportorganisaties waren aangesloten (de USFSA, de (christelijke) FGSPF, de LFA en de FCAF). Clubs uit de regio Elzas-Lotharingen vielen bij aanvang nog onder Duits gezag. De finale werd gespeeld op 6 april 1919 in het Parc des Princes in Parijs. De zege ging naar de bedrijfsclub van Société Générale, CASG Paris, die in de finale Olympique Paris (met de Belg Van Steck in de gelederen) na verlenging met 3-2 versloeg.

## Uitslagen

### 1/32e finale
De wedstrijden werden op 6 oktober 1918 gespeeld.
| Winnaar               | Uitslag       | Verliezer                 |
| --------------------- | ------------- | ------------------------- |
| CASG Paris            | niet gespeeld | Enghien Sports            |
| Olympique Paris       | 8-0           | Margarita Club Vésinet    |
| Stade Rennes          | 6-0           | La Tour d'Auvergne Rennes |
| VGA Médoc             | 3-0           | Stade Bordeaux            |
| AS Française Paris    | 4-0           | SO Audonien Saint-Ouen    |
| CA Paris              | 3-0           | CG Entraînement           |
| AS Lyon               | 3-2           | Lyon OU                   |
| CS Terreaux Lyon      | 5-0           | US Saint-Bruno (Lyon)     |
| Stade Français        | niet gespeeld | Renault FA (Parijs)       |
| Racing Club de France | 4-3           | Royal Excelsior FC        |
| AS Brest              | vrij          |                           |
| UA Cognac             | 1-4 *         | Jeanne d’Arc Angoulême    |
| SS Stade Jean Macé    | niet gespeeld | AJ Auxerre                |
| Le Havre AC           | vrij          |                           |
| Olympique Marseille   | vrij          |                           |
| AVS Auxerre           | 4-2           | ES Dijon                  |

| Winnaar                      | Uitslag       | Verliezer                  |
| ---------------------------- | ------------- | -------------------------- |
| SC Choisy-le-Roi             | 4-2           | US Suisse Paris            |
| Gallia Club Paris            | 4-2           | CA Vitry                   |
| CS Saint-Malo-Saint-Servan   | 3-1           | US Rennes                  |
| Stade Toulouse               | niet gespeeld | ES Mont-de-Marsan          |
| Légion Saint-Michel (Parijs) | 4-0           | Étoile des Deux Lacs       |
| Raincy Sports                | niet gespeeld | Championnet Sports         |
| AC Stéphan                   | 20-0          | Eveil Lyon                 |
| FC Lyon                      | 19-1          | Vaillante Lyon             |
| Red Star Amical Club         | 1-0           | USA Clichy                 |
| CS Argenteuil                | 5-2           | Patronage Olier (Parijs)   |
| Stade Laval                  | niet gespeeld | US Le Mans                 |
| Cadets Bretagne (Rennes)     | niet gespeeld | CS Rennes                  |
| SC Troyes                    | vrij          |                            |
| Club Français                | 4-0           | Cosmopolitan Club (Parijs) |
| SC Marseille                 | vrij          |                            |
| CSA Montluçon                | niet gespeeld | AS Michelin                |

### 1/16e finale
De wedstrijden werden op 3 november 1918 gespeeld.
| Winnaar            | Uitslag       | Verliezer                  |
| ------------------ | ------------- | -------------------------- |
| CASG Paris         | 5-1           | SC Choisy-le-Roi           |
| Olympique Paris    | 7-2           | Gallia Club Paris          |
| Stade Rennes       | 4-3           | CS Saint-Malo-Saint-Servan |
| VGA Médoc          | niet gespeeld | Stade Toulouse             |
| AS Française Paris | 3-0           | Légion Saint-Michel        |
| CA Paris           | 18-1          | Raincy Sports              |
| AS Lyon            | 3-1           | AC Stéphan                 |
| CS Terreaux Lyon   | 2-1           | FC Lyon                    |

| Winnaar               | Uitslag       | Verliezer            |
| --------------------- | ------------- | -------------------- |
| Stade Français        | 4-0           | Red Star Amical Club |
| Racing Club de France | 4-0 *         | CS Argenteuil        |
| AS Brest              | 4-3           | Stade Laval          |
| UA Cognac             | niet gespeeld | Cadets Bretagne      |
| SS Stade Jean Macé    | 3-0           | SC Troyes            |
| Le Havre AC           | 8-0           | Club Français        |
| Olympique Marseille   | 2-1           | SC Marseille         |
| AVS Auxerre           | niet gespeeld | CSA Montluçon        |

* reglementaire uitslag, nadat spelers van CS Argenteuil het veld verlieten

### 1/8e finale
De wedstrijden werden op 1 december 1918 gespeeld, de enige beslissingswedstrijd op 15 december.
| Winnaar         | Uitslag | Verliezer             |
| --------------- | ------- | --------------------- |
| CASG Paris      | 2-0     | Stade Français        |
| Olympique Paris | 4-3     | Racing Club de France |
| Stade Rennes    | 5-0     | AS Brest              |
| VGA Médoc       | 12-0    | UA Cognac             |

| Winnaar            | Uitslag       | Verliezer           |
| ------------------ | ------------- | ------------------- |
| AS Française Paris | 4-1           | SS Stade Jean Macé  |
| CA Paris           | niet gespeeld | Le Havre AC         |
| AS Lyon            | 1-1 nv; 1-2 * | Olympique Marseille |
| CS Terreaux Lyon   | 7-1           | AVS Auxerre         |

### Kwartfinale
De wedstrijden werden op 5 januari 1919 gespeeld.
| Winnaar         | Uitslag | Verliezer          |
| --------------- | ------- | ------------------ |
| CASG Paris      | 4-2     | AS Française Paris |
| Olympique Paris | 2-1     | CA Paris           |
| Stade Rennes    | 1-0     | AS Lyon            |
| VGA Médoc       | 3-1     | CS Terreaux Lyon   |

### Halve finale
De wedstrijden werden op 2 februari 1919 gespeeld.
| Winnaar         | Uitslag | Verliezer    |
| --------------- | ------- | ------------ |
| CASG Paris      | 4-3     | Stade Rennes |
| Olympique Paris | 4-3     | VGA Médoc    |

### Finale
De wedstrijd werd op 6 april 1919 gespeeld in het Parc des Princes in Parijs voor 10.000 toeschouwers. De wedstrijd stond onder leiding van scheidsrechter Armand Thibeaudeau.
| Winnaar                           | Uitslag | Finalist                     |
| --------------------------------- | ------- | ---------------------------- |
| CASG Paris                        | 3-2 nv  | Olympique Paris              |
| Émilien Devic Louis Hatzfeld 118' |         | Louis Darques Jules Dewaquez |

1917/18 · 1918/19 · 1919/20 · 1920/21 · 1921/22 · 1922/23 · 1923/24 · 1924/25 · 1925/26 · 1926/27 · 1927/28 · 1928/29 · 1929/30 · 1930/31 · 1931/32 · 1932/33 · 1933/34 · 1934/35 · 1935/36 · 1936/37 · 1937/38 · 1938/39 · 1939/40 · 1940/41 · 1941/42 · 1942/43 · 1943/44 · 1944/45 · 1945/46 · 1946/47 · 1947/48 · 1948/49 · 1949/50 · 1950/51 · 1951/52 · 1952/53 · 1953/54 · 1954/55 · 1955/56 · 1956/57 · 1957/58 · 1958/59 · 1959/60 · 1960/61 · 1961/62 · 1962/63 · 1963/64 · 1964/65 · 1965/66 · 1966/67 · 1967/68 · 1968/69 · 1969/70 · 1970/71 · 1971/72 · 1972/73 · 1973/74 · 1974/75 · 1975/76 · 1976/77 · 1977/78 · 1978/79 · 1979/80 · 1980/81 · 1981/82 · 1982/83 · 1983/84 · 1984/85 · 1985/86 · 1986/87 · 1987/88 · 1988/89 · 1989/90 · 1990/91 · 1991/92 · 1992/93 · 1993/94 · 1994/95 · 1995/96 · 1996/97 · 1997/98 · 1998/99 · 1999/00 · 2000/01 · 2001/02 · 2002/03 · 2003/04 · 2004/05 · 2005/06 · 2006/07 · 2007/08 · 2008/09 · 2009/10 · 2010/11 · 2011/12 · 2012/13 · 2013/14 · 2014/15 · 2015/16 · 2016/17 · 2017/18 · 2018/19 · 2019/20 · 2020/21 · 
2021/22 · 2022/23 · 2023/24 · 2024/25 ·